# Rhamphomyia nudipes
Rhamphomyia nudipes är en tvåvingeart som beskrevs av Oldenberg 1927. Rhamphomyia nudipes ingår i släktet Rhamphomyia och familjen dansflugor. Inga underarter finns listade i Catalogue of Life.